# 膜盘西风芹
膜盘西风芹（学名：Seseli glabratum）为伞形科西风芹属的植物。分布在俄罗斯、欧洲以及中国大陆的新疆等地，生长于海拔1,000米至1,500米的地区，一般生长在沙质干燥山坡草地，目前尚未由人工引种栽培。